# ناهض المستقبلة الأدرينية-بيتا مديد المفعول
ناهض المستقبلة الأدرينية-بيتا مديد المفعول (بالإنجليزية: Long-acting beta-adrenoceptor agonist)‏ ويُعرف اختصارًا LABA، هو دواء يُوصف عادةً لمرضى الربو المستمر المُتوسط أو الشديد، أو لمرضى داء الانسداد الرئوي المزمن (COPD).
في 18 فبراير 2011، أعلنت إدارة الغذاء والدواء أنَّ هذه الناهضات سليمة.